# Búšjastá
Avestánská Búšjastá, středoperská Búšasp, je zarathuštrická daéví – démonka lenosti a odkládání práce. Její jméno vychází z avestánského búšjant, které lze přeložit jako „co bude, to bude“. Búšjastá zdržuje počátek každého dne tím že pod jejím vlivem lidé zůstávají v posteli, vše odkládají a váhají, čemuž zabraňuje kohout Paródaras svým kokrháním, Mithra svým kyjem či Chvarena tím že ji zničí.
Podle Bundahišnu, Dénkardu a dalších středoperských textů je Búšasp stvořitelkou lenosti, dýchavičnosti, je obzvláště lhostejná a nevědomá, dvakrát za noc přichází na svět, a hned po Aka Manahovi „Zlém smýšlení“ a Ázovi „Chamtivosti“ navštěvuje novorozence. V téže době se však také jméno Búšasp začalo stávat běžným označením spánku, letargie či snu, případně poluce, přestože v zarathuštrických textech si vždy uchovalo svůj negativní význam.
Americký mytolog Jaan Puhvel (*1932) přirovnává Búšjastu k védské bohyni úsvitu Ušas, která může svojí liknavostí zpozdit příchod dne a poté musí zasáhnout Indra, zatřást jejím vozem a donutit ji pokračovat. Podle švédského orientalisty Henrika Samuela Nyberga (1889-1974) byla Búšjastá původně bohyní transu a věštění. Podle francouzského orientalisty Jamese Darmestetera se jednalo o démonku bouře podobně jako pairiká – čarodějnice Chnathaití a Jahí, přičemž poukazuje na její přízviska zairina „žlutavá“ a daregó.gava „dlouhoruká“ jež spojuje s bleskem.